# In Valleys
In Valleys è un EP dei Jack's Mannequin. È stato pubblicato il 9 settembre 2008 con la Sire Records, esclusivamente attraverso iTunes Store. Esso contiene una canzone, "Swim", presente anche nell'album successivo The Glass Passenger, oltre a tre tracce non presenti negli album: "Cell Phone", "In Slow Motion (Sleazy Wednesday)" e "At Full Speed". Originariamente l'EP doveva contenere un'altra canzone tratta da The Glass Passenger, "Annie Use Your Telescope", al posto di "At Full Speed", ma iTunes ha commesso un errore fornendo quest'ultima.
Il titolo In Valleys è tratto da un verso della canzone "Bloodshot", un'altra traccia di The Glass Passenger. L'EP è arrivato al numero 2 sulla classifica iTunes Top Albums durante lo stesso giorno della sua pubblicazione, ma è sceso di circa una posizione al giorno da allora. La traccia "Cell Phone" ha raggiunto il numero 1 nella classifica Billboard "Hot Singles Sales".

## Tracce
1. Swim – 4:16
2. Cell Phone – 3:59
3. In Slow Motion (Sleazy Wednesday) – 4:33
4. At Full Speed – 3:44